# Megami Magazine
Megami Magazine (メガミマガジン?, Megami Magajin) è una rivista mensile giapponese focalizzata sul genere bishōjo. All'interno di essa si trovano molti poster, immagini di dimensioni notevoli e pinup. Digital Manga Publishing ha pubblicato una serie di compilation con le migliori edizioni della rivista nell'estate 2007.